# تشنار (كاشان)
تشنار هي قرية في مقاطعة كاشان، إيران. يقدر عدد سكانها بـ 171 نسمة بحسب إحصاء 2016.